# Sara Konor (pevačica)
Sara Konor (engl. Sarah Connor, rođena kao Sara Marijane Korina Leve; 13. jun 1980) je nemačka pevačica i tekstopisac. Debitovala je 2001. pod vodstvom muzičara Roba Tajdžera i Kaja Denara i postala je prva pevačica ikada se četiri uzastopna hita na nemačkom Media Control listi singlova. Sledeći uspeh u kontinentalnoj Europi postiže sa svojim singlom From Sarah with Love. Sa serijom hit albuma dostigla je poziciju jednog od najuspešnijih nemačkih pop pevača nastalih u ranim 2000-im s prodajom od preko 12 miliona primeraka širom sveta.
Privatni život počeo je da privlači znatnu pažnju medija zbog braka sa američkom pop-rok pevačem Markom Terenzijem (2005-2008).

## Biografija

### Detinjstvo
Konor je najstarija od šestoro braće i sestara. Njen otac, Mihael Leve, pisac je američkog porekla, a njegova supruga Soraja Leve-Take (djevojački Grej), bivša je manekenka. Sara ima četiri sestre: Ana Mariu, Marisu, Sofia-Luisu i Valentinu, kao i jednog brata, Robina.
Odrasla je slušajući soul muziku, najviše pod uticajem njenog dede, koji je rođen u Nju Orleansu. Crkveni hor postao je njeno prvo iskustvo u području gospel muzike kada je bila vrlo mala. U svojim tinejdžerskim godinama primljena je u školu primenjenih umetnosti. Iako su svi učenici bili dužni izabrati instrument, Konorovoj je bilo dozvoljeno da za studije izabere samo glas. Uzimala je časove pevanja jednom nedeljno i radila kao konobarica u hotelu da bi ih platila.
Godine 1997. Konorova je bila izabrana da peva u horu tokom izvođenja pesme Heal the World na koncertu u Bremenu, tokom turneje Majkla Džeksona. Zadivljena susretom sa Džeksonom, potpisala je ugovor sa svojim prvim menadžerom sledeće godine. Ovo je rezultiralo njenim pseudonimom Sara Grej i snimanjem većeg broja demo snimaka, uključujući verzije kao što su Silent Night i This Christmas. U 1999. pevala je vodeći vokal za dens remiks iz 1982. Last Unicorn, koji je dostigao 86. mesto na njemačkom Singles Chart. Nezadovoljna svojim menadžerom, Konorova počinje da sarađuje sa menadžerom Karlom Vidikom, koji je predstavlja kao Saru Konor i potpisuje ugovor za X-Cell Records. Ovo je dovelo do toga da Sara napusti školu i porodični dom sa 19 godina.

## Profesionalna karijera

### 2001—2003
U ovom periodu živela je između Hamburga, Hanovera i Berlina da bi radila na svom prvom albumu na kome su bili uključeni producenti kao što su Bilent Aris, Toni Kotura, Diana Voren i producentski duo Rob Tajdžer i Kej Denar. Album Green Eyed Soul je objavljen u novembru 2001, a Konorova je napisala četiri pesme na albumu koje su donele njena prva dva singla: Let's Get Back to Bed- Boy! U ovom periodu sarađuje sa američkim izvođačima kao što su TQ, i French Kissing. Međutim, treći singl s albuma From Sarah with Love je dosegao vrh pozicije u Nemačkoj, Poljskoj, Portugalu i Švajcarskoj. Pesma je donela pevačici Comet i ECHO nagradu. Recenzije albuma bile su uglavnom pozitivne, posebno su hvalile njene vokalne sposobnosti.
Samo deset meseci kasnije, njen drugi album Unbelievable (2002) bio je objavljen u Evropi. Neverovatnom brzinom dobija zlatnu poziciju u Nemačkoj a u roku od 48 sati je iznedrilo još tri singla, uključujući i Dajane Voren Skin on Skin, He's Unbelievable i Bounce.
U oktobru 2003. objavljuje DVD sa nazivom Sarah Connor Live – A Night to Remember: Pop Meets Classic. Nastup je snimljen u Diseldorfu 24. januara. U novembru 2003. zatrudnela je i objavila svoj treći album: Key to My Soul. Prvi singl sa albuma je bio, Music Is the Key, snimljen sa njujorškim crkvenim ansamblom Naturally 7. To je postao njen drugi po redu broj 1 hit u Nemačkoj.

### 2004—2006
Album Sarah Connor je kombinovani položaj njenih hitova. Objavljen je u mnogim državama uključujući Japan, Australiju, Novi Zeland, Kanadu i SAD. U Nemačkoj, singl se našao na 14 mestu. U Americi, uspeh nije bio tako dobar. Pesma je uspela stići do 54 mesta na Billboard Hot 100. Album je prodat u skoro 100.000 primeraka.
Posle uspeha je počela da radi na svom novom albumu Naughy but nice. U Nemačkoj je stigao do prvog mesta na listama i postaje platinast. Nakon kratkog predaha i nakon rođenja svoga sina Tajlera, Konorova se vratila sa pesmom Living To Love You, sa kojim se vratila je na prvo mesto u Nemačkoj i Švajcarskoj. U martu 2005, učestvovala je u animiranom filmu Robots sa svojim singlom From Zero to Hero, a pesma je postala njen peti chart-top singl u Nemačkoj i četvrti broj jedan hit singl po redu. Sledeće leto sa suprugom Markom Terenzijem je nastupila u vlastitom realiti šou Sara i Mark u ljubavi na ProSieben kanalu. Serija je bila dokumentarac koji je doveo do ponovnog venčanja u Španiji krajem jula. DVD sa sadržajem svih epizoda objavljen je 25. novembra 2005.
U decembru 2005. kada je imala turneju za svoj novi album Naughty but Nice, izdala je i Božićni album pod nazivom Christmas in My Heart. Njen istoimeni singl dosegao je do četvrtog mesta na nemačkom Singles Chart, dok je album dospeo u top 10 domaćih albuma.
Nakon toga, u toku svoje decembarske turneje 2005. objavljuje da je ponovno trudna.

### 2006—2008
U novembru, 2006. izdala је novi Božićni sigl pod nazivom . Pesma je debitovala na 6 mestu nemačkih top listi i korišćena je za Koka-kolinu božićnu promotivnu kampanju u Nemačkoj. Istog datuma je objavila i njen Božićni album: Christmas in My Heart.
U februaru 2007. objavljeno je da pevačica radi na novom albumu pod nazivom Soulicious. Uglavnom je sastavljen od 1970-ih Motown, ali uključuje i dva originala, Album je iznedrio singl The Impossible Dream (The Quest), koji je korišćen u javnoj kampanji za povratak u borbu nemačkog boksera Henrija Maske. Objavljen 30. marta 2007. album je debitovao na broju 6 nemačkog Albums Charts. Drugi singl, remiks verzija Sexual Healing, sa američkim pevačem Ne-Yo u podršci, našao se na broju 11 top liste u Nemačkoj. Treći singl, Sin Preacher Man objavljen je krajem godine.
Odlazeći u novi muzički pravac, počela je rad na svom šestom studijskom albumu, sa producentima kao što su Remee, Tomas Troelsen i J.R. Rotem. U maju 2008, objavljeno je da će Konorova i njena porodica još jednom da učestvuju u realiti šou od osam delova pod nazivom Sarah and Marc: Still Crazy in Love na ProSieben. Serijal je počeo sa emitovanjem u julu 2008, prateći snimanje i promociju njenog novog albuma naslovljenog kao Sexy as Hell. Prvi singl, Under My Skin, napisao je Troelsen. Objavljen je 1. avgusta 2008. na nemačkom govornom području Evrope. Sa ovog albuma  je 22. avgusta 2008. drugi singl, I kiss it away je bio rangiran na 21. mestu nemačke top liste.
Nakon toga, bila je nominovana za Echo, ali je izgubila protiv Štefani Hajncman. često se punila stupce žute štampe, sve do svog razvoda od muža Marka Terenzija i kasnije afere sa fudbalerom Bremena Diegom.

### 2009—danas
U aprilu 2009. izdala je duet sa pevačem Enrikijem Iglesijasom pod nazivom . Pesma je na devetom mestu u Nemačkoj i bila je hit u još nekoliko zemalja širom Evrope.

## Diskografija

### Studijski albumi
- 2001:
- 2002:
- 2003:
- 2005:
- 2005:
- 2007:
- 2008:
- 2010:

### Ostali albumi
- 2004:

## Nagrade
2001
2002
2003
2004
2005
2006
2007
2008
2009

## Spoljašnje veze
- Zvanična stranica
- Kompletna diskografija
- Stanica francuskih fanova